# Tancredo Neves
Tancredo de Almeida Neves (São João del-Rei, 4 marzo 1910 – San Paolo, 21 aprile 1985) è stato un politico brasiliano.

## Biografia
Laureato in Giurisprudenza, nel 1933 intraprese la carriera politica nelle file del Partito Progressista. Ritiratosi dalla scena politica durante la dittatura di Getúlio Vargas (1937-1950), fu eletto deputato federale nel 1950 e divenne Ministro della Giustizia e affari Interni grazie all'appoggio di Juscelino Kubitschek. Presiedette il primo Gabinetto parlamentare sotto il presidente João Goulart (1961-1964), e dopo una nuova parentesi durante la dittatura militare, fu governatore del Minas Gerais (1982-1985).
Eletto presidente della Repubblica come candidato del Partito del Movimento Democratico Brasiliano (PMDB), sarebbe dovuto entrare in carica il 15 marzo 1985, ma si ammalò gravemente e fu ricoverato la sera prima del suo insediamento. Dopo vari interventi chirurgici, morì di setticemia il 21 aprile dello stesso anno senza aver potuto insediarsi. Gli succedette così il vicepresidente José Sarney.
La legge numero 7465 del 21 aprile 1986 lo riconobbe ufficialmente tra i presidenti eletti.
Era nonno del senatore Aécio Neves.